# Ogdensburg (New York)
Ogdensburg ist eine City im St. Lawrence County im Norden des US-Bundesstaats New York. Das U.S. Census Bureau hat bei der Volkszählung 2020 eine Einwohnerzahl von 10.064 ermittelt. Namensgeber war der Landbesitzer Samuel Ogden.
Die Stadt liegt am Sankt-Lorenz-Strom an der Grenze zu Kanada.
In Ogdensburg befindet sich auch der einzige US-amerikanische Hafen am St. Lorenz-Strom, ein internationaler Flughafen liegt südlich des Stadtzentrums. Die Ogdensburg-Prescott International Bridge verbindet die Vereinigten Staaten mit Kanada.
Ogdensburg ist Sitz des Bistums Ogdensburg.
Mit der Ogdensburg-Vereinbarung wurde am 17. August 1940 zwischen Präsident Franklin D. Roosevelt und Premierminister William Lyon Mackenzie King die Einrichtung des Permanent Joint Board on Defence beschlossen.

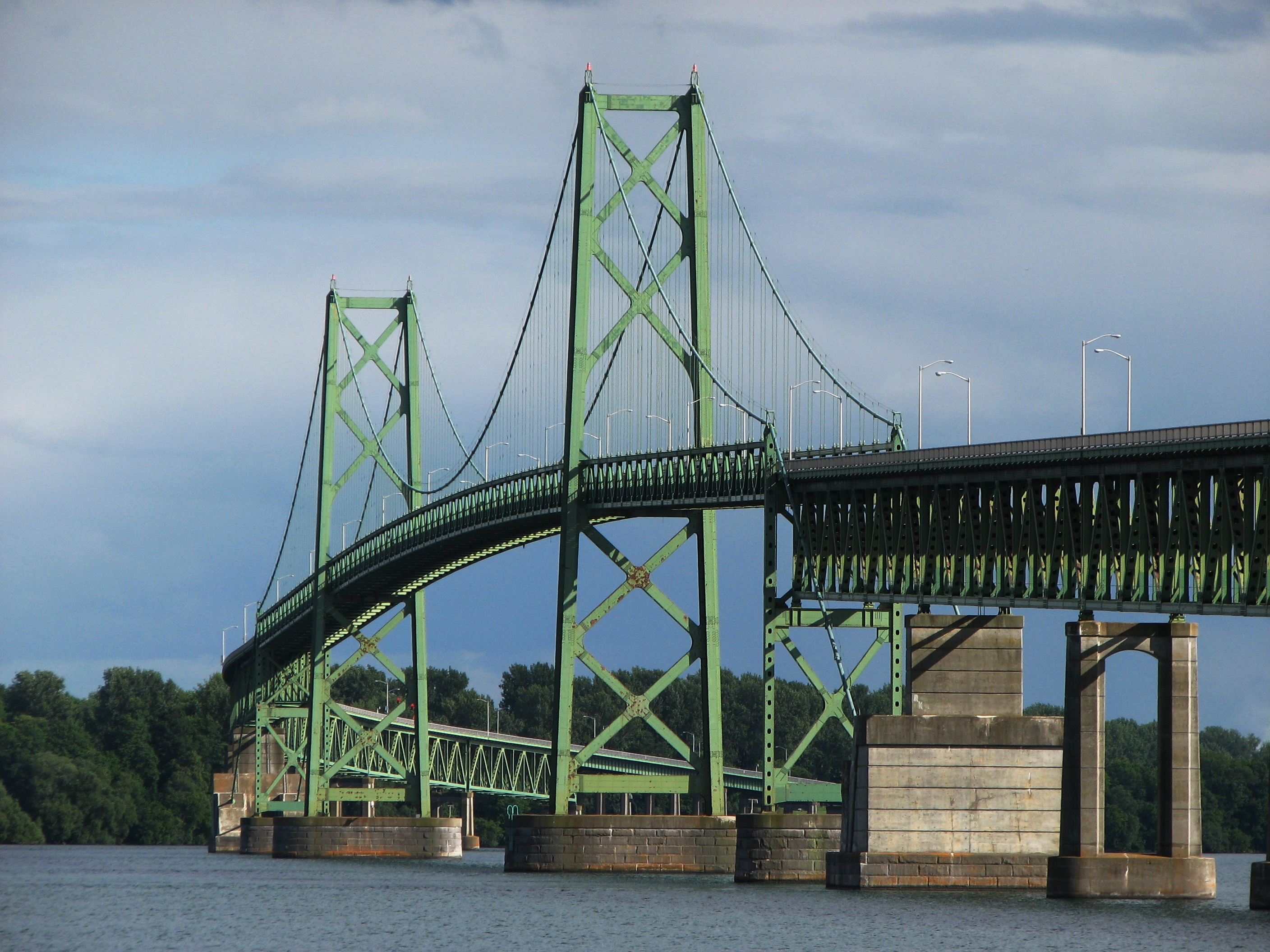
Ogdensburg–Prescott International Bridge

## Söhne und Töchter der Stadt
- Preston King (1806–1865), Politiker
- Denis O’Brien (1837–1909), Jurist und Politiker
- Robert Emmet Odlum (1851–1885), Schwimmlehrer
- Charles Martin (1856–1917), Politiker und Vertreter von Illinois im US-Repräsentantenhaus
- Henry E. Barbour (1877–1945), Politiker und Vertreter von Kalifornien im US-Repräsentantenhaus
- Robert C. McEwen (1920–1997), Politiker und Vertreter von New York im US-Repräsentantenhaus
- M. Emmet Walsh (1935–2024), Schauspieler
- Daniel Herzog (1941–2023), anglikanischer Bischof
- Rick Carlisle (* 1959), Basketballspieler und -trainer
- Mark Valley (* 1964), Schauspieler
- Brenda Brathwaite (* 1966), irisch-amerikanische Spieleentwicklerin in der Computerspiel-Industrie
- Jimmy Howard (* 1984), Eishockeytorwart